# Prosopocera blairiella
Prosopocera blairiella är en skalbaggsart. Prosopocera blairiella ingår i släktet Prosopocera och familjen långhorningar.

## Underarter
Arten delas in i följande underarter:
- P. b. blairiella
- P. b. aethiopica